# Yelverton Pass
Yelverton Pass är ett bergspass i Kanada.   Det ligger i territoriet Nunavut, i den nordöstra delen av landet, 4 000 km norr om huvudstaden Ottawa. Yelverton Pass ligger 488 meter över havet.
Terrängen runt Yelverton Pass är varierad. Yelverton Pass ligger nere i en dal. Trakten runt Yelverton Pass är nära nog obefolkad, med mindre än två invånare per kvadratkilometer.. Det finns inga samhällen i närheten.
Trakten runt Yelverton Pass är permanent täckt av is och snö.